# Ariane Mittenberger-Huber
Ariane Mittenberger-Huber (geboren als Ariane Mittenberger am 11. April 1961) ist eine deutsche Juristin. Seit 2005 war sie Richterin, ist seit 2014 Vorsitzende Richterin und seit 2016 Mitglied des Präsidiums am Bundespatentgericht in München.

## Leben

### Ausbildung
Mittenberger-Huber studierte Rechtswissenschaft an der Ludwig-Maximilians-Universität München und absolvierte ihre Referendarzeit ebenfalls in München. 1999 wurde sie mit einer verfassungsrechtlichen Dissertation zum Thema „Plebiszit in Bayern“ an der Universität Bayreuth promoviert.

### Beruflicher Werdegang
Mittenberger-Huber begann ihre juristische Karriere als Richterin und Staatsanwältin beim Landgericht München I. Da Ehemann Peter M. Huber 1992 einen Ruf an die Friedrich-Schiller-Universität Jena bekam, zog sie mit Mann und Tochter nach Jena und wurde schließlich Richterin beim Amtsgericht Stadtroda, wo sie 2001 zur Direktorin ernannt wurde. Anschließend wechselte sie als Richterin zum Thüringer Oberlandesgericht.
2002 erhielt Peter M. Huber einen Ruf an die Ludwig-Maximilians-Universität München. Mittenberger-Huber wurde schließlich am 13. April 2005 an das Bundespatentgericht berufen. 2009 und 2010 wurde sie zwei Jahre an das Oberlandesgericht München abgeordnet. Bis 2013 war sie am Bundespatentgericht rechtskundiges Mitglied im 29. Senat, einem Marken-Beschwerdesenat, im 4. und 5. Senat, beides Nichtigkeitssenate, und im 20. Senat, einem Technischen Beschwerdesenat. Seit 28. Januar 2014 ist sie Vorsitzende Richterin im 29. Senat. Seit 2016 ist sie Mitglied im Präsidium und Vorsitzende des Richterrates.
Mit der Kollegin Regina Kortge veröffentlicht Mittenberger-Huber jährlich seit 2015 in der Zeitschrift Gewerblicher Rechtsschutz und Urheberrecht (GRUR) unter der Rubrik „Aus der Rechtsprechung des BPatG“ Urteile des Vorjahres zum Thema Markenrecht.

### Ehrenamtliches Engagement
Mittenberger-Huber engagiert sich seit 2014 im Stiftungsrat der Marianne-Strauß-Stiftung. Sie ist ebenfalls im Beirat von women in ip, einer Organisation, die sich für die Weiterbildung und berufliche Unterstützung von Patentanwältinnen und Rechtsanwältinnen engagiert.

### Privates
Ariane Mittenberger-Huber ist seit Mai 1986 mit dem Bundesverfassungsrichter Peter M. Huber verheiratet. Die beiden haben zwei Töchter, die 1992 und 1995 geboren sind.

## Veröffentlichungen
Bücher
- Das Plebiszit in Bayern. Eine rechtshistorische Bestandsaufnahme. Dissertation, zugelassen an der Universität Bayreuth. Verlag PCO, Bayreuth 2000, ISBN 978-3-931319-54-0.
- Ariane Mittenberger-Huber (Hrsg.): Die nationale Patentgerichtsbarkeit in Europa = The national patent jurisdiction in Europe. Die Präsidentin der Bundespatentgerichts, München 2011, OCLC 885601961 (deutsch, englisch).
- Ariane Mittelberger-Huber (Hrsg.): Marke im Spannungsverhältnis zwischen Marketing und Rechtsbestand. Tatsächliche und rechtliche Rahmenbedingungen des Markenverständnisses = Between Marketing and the Law. Trade Marks and Brand Identity in Real and Legal Terms. Tagungsband. Informationsdienste des Bundespatentgerichts, München 2014, OCLC 956928747.

Artikel
- Waren-/Dienstleistungsverzeichnis und Bestimmtheitsgebot. In: Hans-Jürgen Ahrens (Hrsg.): Festschrift für Wolfgang Büscher. Carl Heymanns, Wolters Kluwer Deutschland, Köln 2018, ISBN 978-3-452-28944-5, S. 93–106.
- Neuschwanstein, der "neue Stein des Schwans" – ein Ultra-vires-Akt? In: Franz Hacker, Frederik Thiering (Hrsg.): Festschrift für Paul Ströbele: zum 75. Geburtstag. Carl Heymanns, Wolters Kluwer Deutschland, Köln 2019, ISBN 978-3-452-29244-5, S. 295–308.